# Анжујско царство
Анжујско царство (француски: L'Empire Plantagenêt) је назив за унију држава под влашћу династије Плантагенет која је постојала између 1154. и 1242. године. Највећи део царства чиниле су следеће државе: Краљевство Енглеска, Господство Ирска, Војводство Нормандија, Аквитанско војводство и Грофовија Анжуј. Плантагенети су такође вршили утицај на Војводство Бретању, велшке независне кнежевине, Краљевину Шкотску и Грофовију Тулуз, које нису биле део уније.

## Хенри II
Хенри II Плантагенет ступио је на енглески престо 1154. године. Истовремено, он је био и војвода Нормандије и гроф Анжуја. Женидбом са Елеонором од Аквитаније, Хенри је постао и војвода Аквитаније. Овај брак донео му је непријатељство са Лујем VII. Уједињење Аквитаније са осталим Хенријевим земљама није одговарало француском краљу који је страховао од јачања свог супарника. Сем тога, Елеонора је пре брака са Хенријем била Лујева супруга. Због тога је Луј објавио брак неважећим због тога што он, као Хенријев сизерен на француским територијама, није дао пристанак за његово закључење. Пошто је Хенри одбио да изађе пред краља, избио је рат. Са Хенријем се Луј није могао мерити на бојном пољу те је покушавао да га угрози сплеткама. Подржавао је устанак барона у Енглеској и Хенријевог противника Томаса Бекета, архиепископа Кентерберија. Међутим, Хенри је угушио устанке и још више се учврстио на својим поседима на континенту.
Хенри је 1172. године угушио устанак у Ирској доделивши је своме сину Јовану без Земље. Барони нису били задовољни владавином Хенрија који им је ускратио многа права. Најстарији Хенријев син и савладар, Хенри Млађи, сковао је заверу са француским краљем Лујем VII. Краљ је угушио побуну (1173), свог сина утамничио, а побуњеничке замке разорио. Сем Хенрија, краљ је имао још три сина која су се међусобно сукобљавала око наслеђа. Најстарији, Жофроа, умро је 1186. године те су остала двојица, Ричард и Јован. Хенри је млађем Јовану оставио Нормандију у наслеђе због чега је Ричард подигао побуну и натерао га да га одреди за наследника (1188). Хенри је умро 1189. године.

## Ричард Лавље Срце
Ричард (1189-1199) је био најспособнији војсковођа свога времена. У својој десетогодишњој владавини, мање је од годину дана боравио у Енглеској. Отац је прикупио средства за Ричардов одлазак у Трећи крсташки рат. У рат је кренуо истовремено са француским краљем Филипом II због међусобног неповерења. Француски краљ први је стигао у Свету земљу и узео је учешћа у опсади Акре. Након освајања града напустио је Свету земљу правдајући се болешћу и остављајући бургундског грофа Ига на челу француских крсташа. У Француској, покушао је да убеди војводу Нормандије да му је Ричард предао војводство у Светој земљи. Војвода није поверовао Филиповом фалсификованом документу. Вазали су одбили да крену у рат против Нормандије јер се Ричард налазио у крсташком рату. Филип склапа савез са Ричардовим братом Јованом. Када је Ричард то сазнао упутио се назад из Свете земље, али је на путу заробљен од аустријског војводе Леополда док је прерушен покушавао да се провуче кроз Аустрију. Војвода га је продао цару Хенриху VI.
Пуштен је уз велики откуп и додељена му је титула краља Бургундије. Опростио је брату који је у Енглеској покушавао да преузме власт. Своме рођаку Отону IV помагао је да се учврсти у Саксонији. Погинуо је погођен стрелом приликом опсаде побуњеничког замка 1199. године. Наследио га је брат Јован.

## Јован без Земље
Филип Август склапа савез са Артуром, грофом Анжуја и војводом Бретање и покреће рат против Јована (уз изговор да се Јован оженио вереницом његовог вазала). Јован је разбио и заробио Артура, али је његова војска прешла на Филипову страну. До краја 1205. године он је загосподарио Нормандијом, Анжуом, Туреном и Меном. Јован је одбио да призна пораз и склопио је савез са сестрићем Отоном IV, тадашњим немачким царем, и свим француским племићима које је успео да поткупи. Моћна коалиција напала је Филипа 1214. године са две стране. Француски краљ поразио је Отона у одлучујућој бици код Бувина. Тиме је однео победу у рату и постао најмоћнији владар Европе, а француска владавина над Нормандијом осигурана је у наредних 100 година. Енглези су на континенту сада држали само област око Гаскоње. Постојање Анжујског царства сада је само формално.

## Хенри III
Јована без Земље наследио је син Хенри. Он је био слаб владар, непрестано под туђим утицајем. На француском престолу се од 1226. године налази Луј IX Свети. Као побожан и савестан владар, Луј није волео ратове против хришћана. Једини хришћански владар са којим је био у рату јесте енглески краљ. Јула 1242. године избио је Сентонж рат. Победом у овом рату Луј осваја све енглеске територије на континенту сем Гаскоње. Споразумом у Паризу из 1259. године континентална Нормандија припала је Француској, а Каналска острва Енглеској. Хенри се одрекао контроле над Меном, Анжујем и Поатјеом. Енглески краљ задржао је титулу војводе Аквитаније и земље у Гаскоњи и Аквитанији, али као вазал француског краља. Луј је, за узврат, ускратио подршку енглеским побуњеницима и уступио Хенрију Лимож, Каор и Периге.